# الرقيب الخالد (رواية)
الرقيب الخالد (بالإنجليزية: Immortal Sergeant) هي رواية حربية للكاتب البريطاني جون بروفي، نشرت عام 1942. تدور أحداثها خلال حملة على شمال إفريقيا في الحرب العالمية الثانية، من خلال ماذكره رقيب بريطاني عن مقتل رفيقه أثناء قتالهم في الصحراء الليبية.

## الفيلم
في عام 1943 تم نقل أحداث الرواية إلى فيلم سينمائي يحمل نفس الاسم من انتاج هوليوود، ومن إخراج جون إم ستال وبطولة هنري فوندا ومورين أوهارا وتوماس ميتشل، في عام 1951 أعيد تغير السيناريو عنوان الفيلم إلي حراب ثابتة، والذي تدور أحداثة حول القوات الأمريكية التي وقعت خلال الحرب الكورية.